# 城山大橋 (木曽川)
城山大橋（しろやまおおはし）は、岐阜県中津川市の木曽川に架かる橋である。

## 概要
城山とは苗木城跡のある山の名前である（この山の南西側に当橋が位置している）。
当橋を含む中津川有料道路は、かつては岐阜県道路公社が管理する一般有料道路であったが、現在は無料で通行出来る。国道257号の一部となっている。
- 供用 ：1984年（昭和59年）4月1日

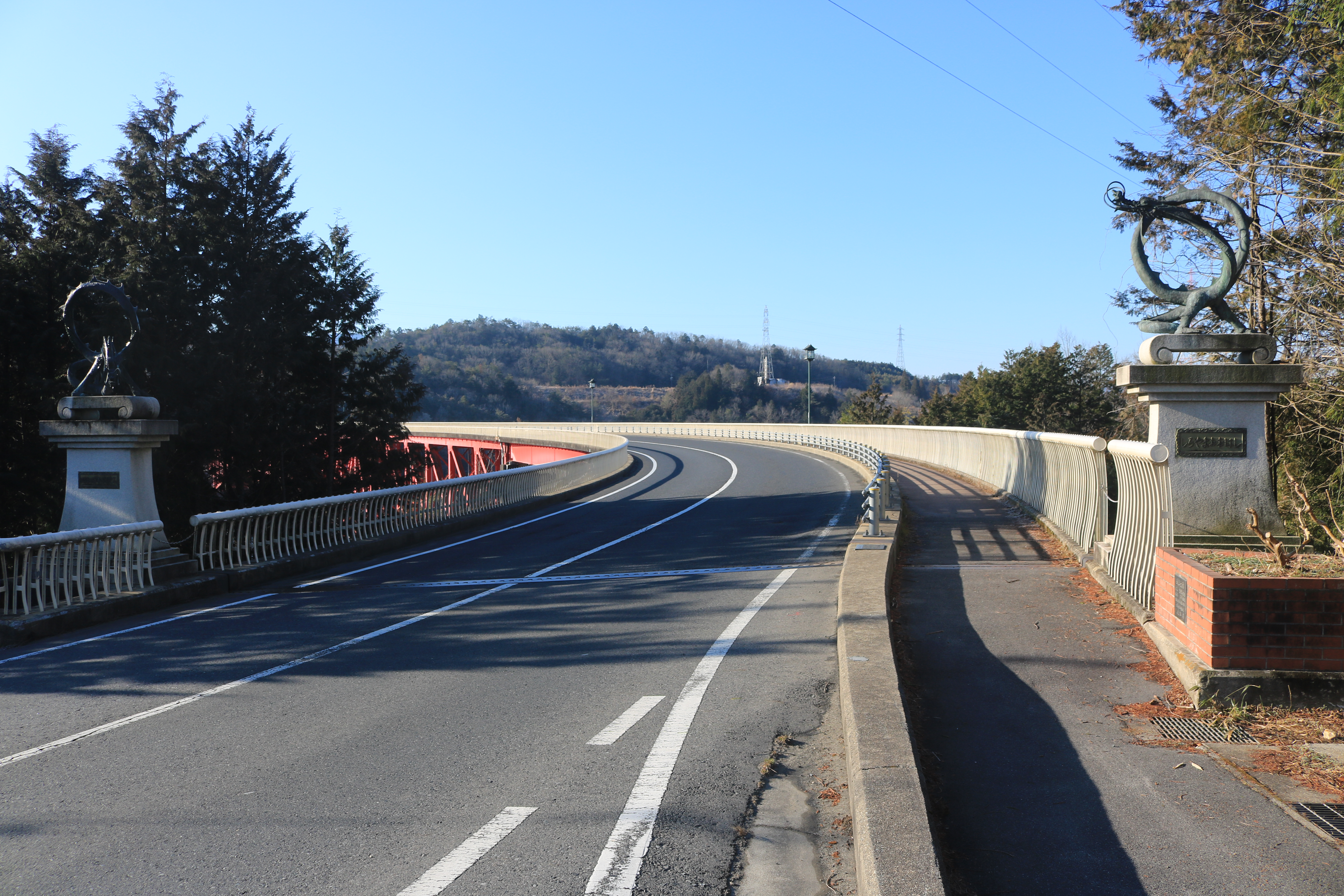
北側の右岸から望む城山大橋、片側1車線の車道と片側に歩道
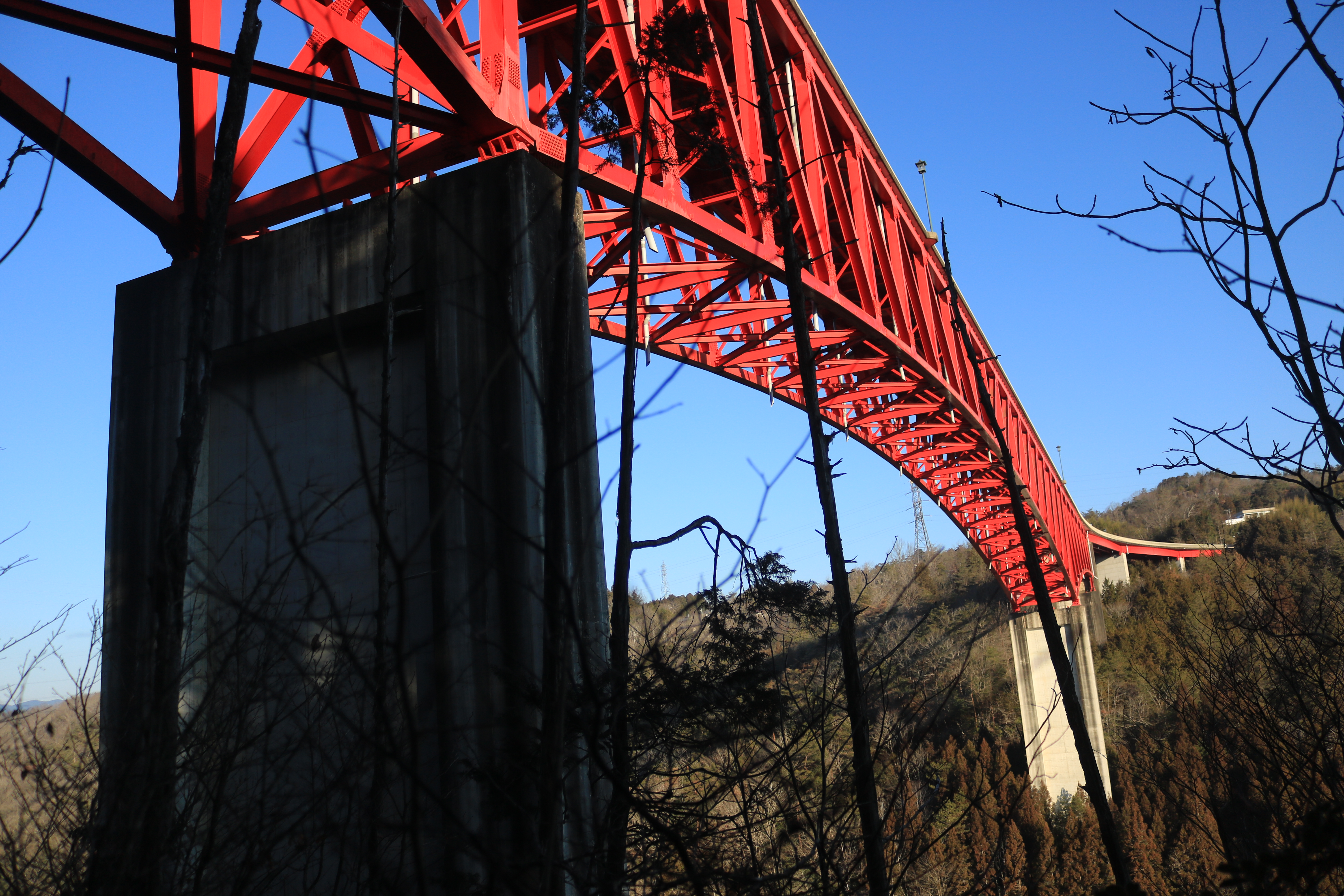
南側の左岸の上流側から望む望む城山大橋

## その他
苗木城（赤壁城）の伝説に因み、欄干の4か所に竜のモニュメントが設置されている。

当橋と上流の玉蔵大橋の間には、かつての北恵那鉄道の路線が存在していた。現在も木曽川の鉄橋が、ほぼ当時のままで残っている。